# Symphurus vanmelleae
Symphurus vanmelleae es una especie de pez de la familia Cynoglossidae en el orden de los Pleuronectiformes.

## Distribución geográfica
Se encuentran en las costas del África occidental.